# Friedrich Hofmann (homme politique)
Ne doit pas être confondu avec Friedrich Hofmann (écrivain).
Pour les articles homonymes, voir Hofmann.
Friedrich Hofmann (né le 24 février 1935 à Sulzbach-Rosenberg et mort le 18 septembre 2013) est un homme politique allemand (SPD).

## Biographie
Après l'école primaire, Hofmann suit un apprentissage de dessinateur technique. De 1949 à 1968, il travaille pour diverses entreprises industrielles en tant que dessinateur technique, dessinateur de détails et employé technique. Il est ensuite libéré en tant que membre du comité d'entreprise. À partir de 1974, il travaillé pour IG Metall à Duisbourg, plus récemment en tant que directeur général.
Hofmann est membre du SPD depuis 1966. Il est actif dans de nombreuses sous-organisations du SPD, notamment de 1971 à 1975 en tant que président du groupe de travail pour le travail à Duisbourg et membre du conseil de district du Bas-Rhin.

## Député
Du 30 mai 1985 au 1er juin 2000, Hofmann est député du parlement de l'État de Rhénanie-du-Nord-Westphalie. Il est élu au scrutin direct dans la circonscription 070 Duisbourg V et dans la circonscription 069 Duisbourg IV.
De 1975 à 1985, il est membre du conseil municipal de Duisbourg.